# Almon Strowger

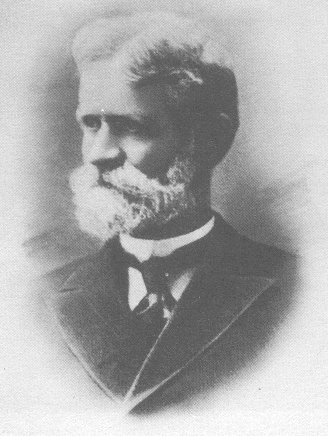
Almon Strowger

Almon Brown Strowger (ur. 11 lutego 1839 w Penfield k. Rochester w stanie Nowy Jork, zm. 26 maja 1902 w St. Petersburg na Florydzie) – amerykański wynalazca i przedsiębiorca pogrzebowy. Pionier w dziedzinie telekomunikacji.

## Życiorys
Niewiele wiadomo jest o jego młodości, wiemy natomiast, że był wnukiem pierwszego młynarza w Penfield. Katherine Thompson wspomina, że gdy matka Strowgera dawała swoim dzieciom jakieś zadanie do wykonania, Strowger z braćmi spędzali dużo czasu nad wynalezieniem maszyny, która by to zadanie za nich wykonała. Uczył się przez jakiś czas w szkole w Penfield, później służył w 8 Pułku Nowojorskiej Kawalerii Ochotniczej podczas wojny secesyjnej. Na jego grobie spoczywa biały kamień na którym widnieje napis "Lieut. A.B. Strowger, Co. A, 8 NY Cav." – "Por. A.B. Strowger, Komp. A, 8 Nowojorska Kaw.". Historycy opisują Strowgera jako ekscentryka albo nawet szaleńca.
Po wojnie domowej został przedsiębiorcą pogrzebowym. Najpierw jednak był nauczycielem. Początkowo mieszkał w El Dorado albo w Topece w stanie Kansas. Później w Kansas City w stanie Missouri. Nie jest do końca jasne, gdzie powstała idea wynalezienia automatycznej łącznicy telefonicznej, ale dokument opatentowania wskazuje właśnie na Kansas City w stanie Missouri, 10 marca 1891. Niektóre źródła podają, że Strowgera w objęcia telekomunikacji pchnęli konkurenci. Kiedy Pojawiły się telefony Bella, spadły obroty firmy Strowgera. Konkurencja przekupywała telefonistki żeby łączyły zgłoszenia pogrzebów tylko do nich. Inne historie głoszą, że żona albo kuzynka rywala była telefonistką i to właśnie ona przekazywała rywalowi informacje o zgonach, jednocześnie mówiąc, że linia Strowgera jest zajęta. Strowger postanowił z tym skończyć i stworzył swój wynalazek. 
Jak donoszą zapiski pierwszy model wymyślony przez Strowgera składał się z okrągłego pudełka i pinezek/szpilek.
W 1889 zbudował pierwsze urządzenie do automatycznego łączenia rozmów telefonicznych. W automacie Strowgera naciśnięcie przycisku powodowało w centrali obrót ramienia przełącznika o żądaną liczbę pozycji. Później powiększył pojemność automatu przez dodanie urządzenia podnoszącego, umożliwiającego wybieranie kolejnych przełączników, umieszczonych jeden nad drugim. System ten stał się potem znany jako system podnosząco-obrotowy Strowgera.
Centrale systemu Strowgera do niedawna były w powszechnym użyciu. Łatwo było je znaleźć – terkot wybieraków podnosząco-obrotowych był słyszalny z daleka. Abonent podłączony do centrali jego pomysłu wybierał numer za pomocą kombinacji trzech guzików. Przekazywały one sygnał do centrali, a tam mechaniczny poszukiwacz łączył rozmowę. Jego wynalazek miał wyeliminować ludzkie pośrednictwo w łączeniu rozmów. Dopiero w 1915 roku ten sposób zastąpiły tarcze z numerami.
W 1891 roku po otrzymaniu patentu na  Strowger założył w Chicago fabrykę Strowger Automatic Telephone Exchange. Pierwsza automatyczna centrala została przez nią wyprodukowana i zamontowana w La Porte. Po wycofaniu się Strowgera z interesów fabrykę i patenty przejęło działające w Chicago towarzystwo Automatic Electric Co. 